# Nossa Senhora do Patrocínio
Nossa Senhora do Patrocínio é um título mariano pelo qual a Igreja Católica venera a Santíssima Virgem Maria. É particularmente cultuada na Espanha e Brasil, tendo o surgimento do culto no ano de 1656, na Espanha.
Nossa Senhora do Patrocínio é Padroeira da cidade baiana de Canarana, no 15 de agosto é realizada uma grande festa na cidade, com a alvorada e orquestra sinfônica, dia que se encerra as alvoradas do bumba na festa de Nossa Senhora